# 弗里茨·舍费尔 (政治人物)
弗里茨·舍费尔（Fritz Schäffer，1888年—1967年），德国政治人物。1945年5月至9月，担任巴伐利亚州州长，为巴伐利亚二战后首任州长。1949年至1957年，担任德国财政部部长。1957年至1961年，担任德国司法部部长。